# Zone auto-administrée (Birmanie)

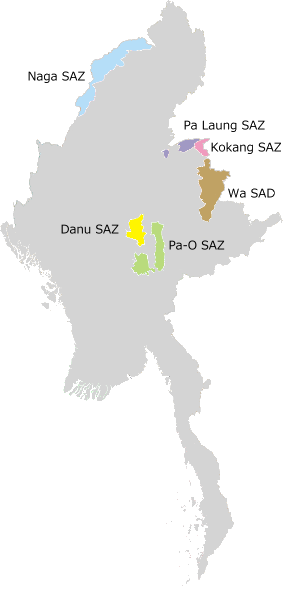
Les zones auto-administrées (SAZ) et la division auto-administrée (SAD) de Birmanie. Wa est la seule division auto-administrée.

Une zone auto-administrée est une subdivision administrative de la Birmanie. Il existe cinq zones auto-administrées et une division auto-administrée (la division de Wa). Les zones auto-administrées le sont par des populations allogènes.

## Zone auto-administrée des Danu
- Capitale : Pindaya
- Population : 161 835 habitants[1]

Drapeau du peuple Danu.

La zone auto-administrée des Danu (en birman : ဓနု ကိုယ်ပိုင်အုပ်ချုပ်ခွင့်ရ ဒေသ, /
dənṵ kòbàɪɰ̃ ʔoʊʔtɕʰoʊʔ kʰwɪ̰ɰ̃ja̰ dèθa̰/) est une zone auto-administrée composée de deux cantons dans l'État Shan. La zone est auto-administrée par le peuple Danu. Son nom officiel a été annoncé par décret le 20 août 2010.
La zone auto-administrée des Danu est administrée par un organe directeur, composé d'au moins dix membres, dont des membres du Hluttaw (assemblée) de l'État de Shan élus dans la zone et des membres nommés par les forces armées birmanes. L'organe directeur exerce des fonctions exécutives et législatives et est dirigé par un président. L'organe directeur est compétent dans dix domaines d'action, dont le développement urbain et rural, la construction et l'entretien des routes et la santé publique.
La zone est divisée en deux townships :
- Pindaya (en)
- Ywangan (en)

Les deux townships font administrativement partie du district de Taunggyi (en).

## Zone auto-administrée des Kokang
- Capitale : Laukkai
- Population : 123 733 habitants[1]

Drapeau des forces armées des Kokang.

La zone auto-administrée des Kokang (en birman : ကိုးကန့် ကိုယ်ပိုင်အုပ်ချုပ်ခွင့်ရ ဒေသ, /kóka̰ɰ̃ kòbàɪɰ̃ ʔoʊʔtɕʰoʊʔ kʰwɪ̰ɰ̃ja̰ dèθa̰/) est une zone auto-administrée dans le nord de l'État Shan. Elle est destinée à être auto-administrée par les chinois du Kokang (en). Son nom officiel a été annoncé par décret le 20 août 2010.
La zone auto-administrée des Kokang est administré par un organe directeur, composé d'au moins dix membres, dont des membres du Hluttaw (assemblée) de l'État Shan élus dans la zone et des membres nommés par les forces armées birmanes. L'organe directeur exerce des fonctions exécutives et législatives et est dirigé par un président. L'organe directeur est compétent dans dix domaines d'action, dont le développement urbain et rural, la construction et l'entretien des routes et la santé publique
La zone autonome de Kokang se compose de deux townships :
- Township de Konkyan (en)
- Township de Laukkaing (en)

Les deux townships font administrativement partie du district de Laukkaing (en).

## Zone auto-administrée des Naga
- Capitale : Lahe (en)
- Population : 116 828 habitants[1]

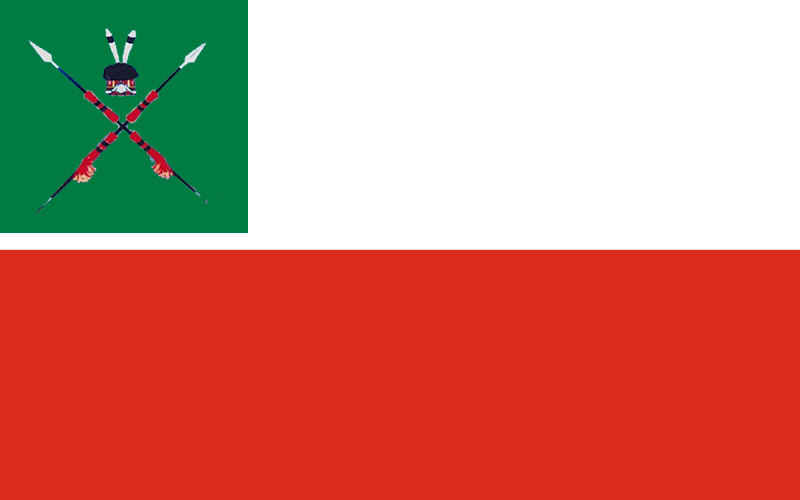
Drapeau de la zone auto-administrée des Naga.

La zone auto-administrée des Naga (en birman : နာဂကိုယ်ပိုင်အုပ်ချုပ်ခွင့်ရဒေသ, /nàɡa̰ kòbàɪɰ̃ ʔoʊʔtɕʰoʊʔ kʰwɪ̰ɰ̃ja̰ dèθa̰/), est une zone auto-administrée située dans la région des Naga Hills, au sein de la région de Sagaing. La zone auto-administrée des Naga a été créée selon les termes de la Constitution du Myanmar de 2008. Son nom officiel a été annoncé par décret le 20 août 2010. La zone a été créée pour être auto-administrée par le peuple Naga. Les deux tiers des Naga de Birmanie sont chrétiens, et un tiers pratique le bouddhisme Theravada.
La zone autonome des Nagas est administrée par un organe directeur, composé d'au moins dix membres, dont des membres du Hluttaw (assemblée) régional élus dans la zone et des membres nommés par les forces armées. L'organe directeur exerce des fonctions exécutives et législatives et est dirigé par un président. L'organe directeur est compétent dans dix domaines d'action, dont le développement urbain et rural, la construction et l'entretien des routes et la santé publique.
La zone est composée des trois townships suivants : 
- Lahe (en)
- Leshi (en)
- Nanyun (en)

Sous-comtés :
- Donhee
- Htanparkway
- Mobaingluk
- Pansaung
- Sonemara

Les trois cantons faisaient auparavant partie du district de Hkamti, avant la création de la zone autonome de Naga.
En 2015, il a été proposé que les cantons de Hkamti et Homalin soient ajoutés à la zone autonome de Naga. Cette proposition a été accueillie favorablement par l'ethnie Nagas mais s'est heurtée à l'opposition d'autres groupes ethniques dans les cantons.

## Zone auto-administrée des Pa Laung
- Capitale : Namhsan (en)
- Population : 110 805 habitants[1]

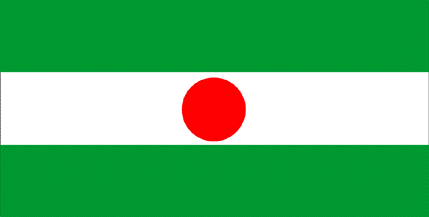
Drapeau des Pa Laung.

La zone auto-administrée des Pa Laung (en birman : ပလောင် ကိုယ်ပိုင်အုပ်ချုပ်ခွင့်ရ ဒေသ, /pəlàʊɰ̃ kòbàɪɰ̃ ʔoʊʔtɕʰoʊʔ kʰwɪ̰ɰ̃ja̰ dèθa̰/), est une zone auto-administrée située dans l'État Shan. Elle a été créée selon les termes de la Constitution du Myanmar de 2008. Son nom officiel a été annoncé par décret le 20 août 2010. La zone a été créée pour être auto-administrée par le peuple Pa Laung.
La zone autonome des Pa Laung est administrée par un organe directeur, composé d'au moins dix membres, dont des membres du Hluttaw (assemblée) régional élus dans la zone et des membres nommés par les forces armées. L'organe directeur exerce des fonctions exécutives et législatives et est dirigé par un président. L'organe directeur est compétent dans dix domaines d'action, dont le développement urbain et rural, la construction et l'entretien des routes et la santé publique.
La zone est composée des deux townships suivants : 
- Township de Namhsan (en)
- Township de Mantong (en)

## Zone auto-administrée des Pa'O
- Capitale : Hopong (en)
- Population : 380 427 habitants[1]

Drapeau de l'Organisation nationale Pa'O.

La zone auto-administrée des Pa'O (en birman : ပအိုဝ်းကိုယ်ပိုင်အုပ်ချုပ်ခွင့်ရဒေသ, /pəʔo̰ kòbàɪɰ̃ ʔoʊʔtɕʰoʊʔ kʰwɪ̰ɰ̃ja̰ dèθa/)est une zone auto-administrée composée de trois cantons dans l'État Shan. Son nom officiel a été annoncé par décret le 20 août 2010. Elle se trouve actuellement de facto sous le contrôle de l'Organisation nationale Pa'O (en).
La zone est administrativement divisée en trois townships :
- Hsi Hseng (en)
- Hopong (en)
- Pinlaung (en)

## Division auto-administrée de Wa
- Capitale : Hopang (en)
- Population : 558 000 habitants[1]

Drapeau de l'État Wa.

La division auto-administrée de Wa (en birman : ဝ ကိုယ်ပိုင်အုပ်ချုပ်ခွင့်ရ တိုင်း, /wa̰ kòbàɪɰ̃ ʔoʊʔtɕʰoʊʔ kʰwɪ̰ɰ̃ja̰ táɪɰ̃/) est une division autonome auto-administrée située dans l'État Shan. Son nom officiel a été annoncé par décret le 20 août 2010. Officiellement, elle est auto-administrée par le peuple Wa, mais elle est de facto actuellement administrée l'État autonome Wa, sous le nom officiel de région spéciale Wa 2.
Division administrative :
- Canton de Hopang
  - Hopang
  - Mongmao
  - Pangwaun
  - Namtit
  - Panlong
- Canton de Matman
  - Matman Township
  - Namphan Township
  - Pangsang Township